# برنتون ثوياتس
برنتون ثوياتس (بالإنجليزية: Brenton Thwaites)‏ هو ممثل أسترالي، ولد في 10 أغسطس 1989 في أستراليا.

## أعمال

### أفلام
- (2014) الإشارة[4]
- (2014) المعطي
- (2014) ملافسينت[5][6]
- (2016) جودز أوف إيجبت[7][8]
- (2017)  الرجال الأموات لا يحكون حكايات[9]

### مسلسلات
- تاييتانز

## وصلات خارجية
- برنتون ثوياتس على موقع IMDb (الإنجليزية)
- برنتون ثوياتس على موقع ألو سيني (الفرنسية)
- برنتون ثوياتس على موقع أول موفي (الإنجليزية)
- برنتون ثوياتس على موقع بوكس أوفيس موجو (الإنجليزية)
- برنتون ثوياتس على موقع قاعدة بيانات الأفلام السويدية (السويدية)
- برنتون ثوياتس على موقع قاعدة بيانات الفيلم (الإنجليزية)
- برنتون ثوياتس على موقع كينوبويسك (الروسية)